# Матросовка (река, впадает в Финский залив)
Матросовка (фин. Sommeenjoki) — река в России, протекает по территории Советского городского поселения Выборгского района Ленинградской области. Длина реки — 17 км, площадь водосборного бассейна — 55,2 км².
Река берёт начало из болота без названия в 2 км к юго-западу от бывшей деревни Моховое и далее течёт преимущественно в северо-западном направлении.
Река в общей сложности имеет 23 малых притока суммарной длиной 44 км.
В нижнем течении река пересекает линию железной дороги Зеленогорск — Приморск — Выборг, а также трассу 41К-082 («Зеленогорск — Приморск — Выборг»).
В нижнем течении на обеих берегах Матросовки располагается посёлок при станции Матросово.
Впадает бухту Тихую в Выборгского залива.
Код объекта в государственном водном реестре — 01040300512102000008232.